# ريتشارد غرين (كاتب)
ريتشارد غرين (بالإنجليزية: Richard Green)‏ هو عالم جنس ‏ ومحامي وكاتب وطبيب نفسي بريطاني، ولد في 6 يونيو 1936، وتوفي في 6 أبريل 2019.